# 自卸车

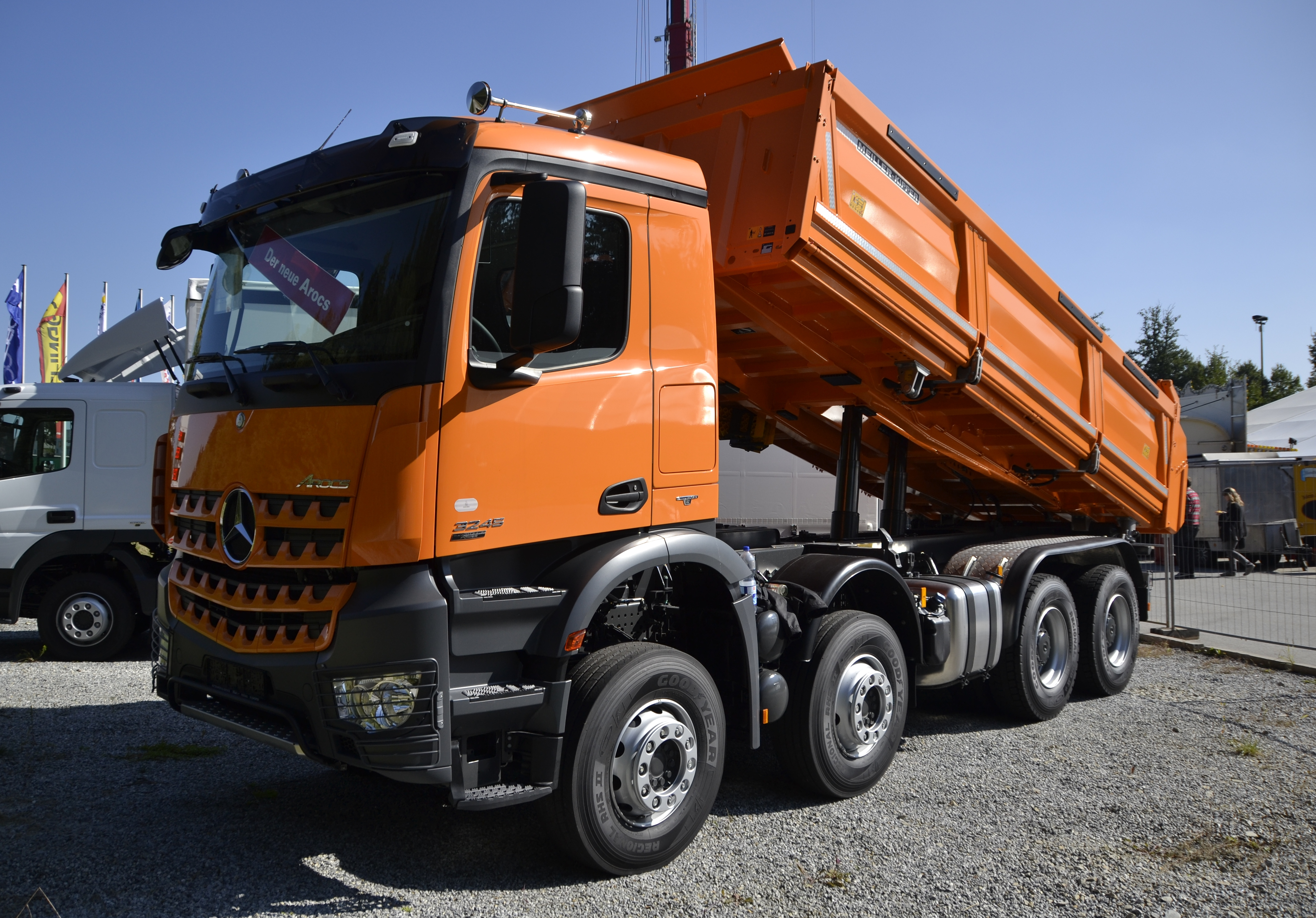
一輛八輪驅動的自卸车

自卸车又稱自卸货车、自卸卡車、翻斗車，此類車輛的載貨區可以通過發動機帶動的液压油缸翻起並把貨物卸下。自卸車是城市渣土、建筑施工、矿产运输等方面的主力车型。